# Хейл, Джорджия
Джо́рджия Теодо́ра Хейл (англ. Georgia Theodora Hale; 25 июня 1900 — 7 июня 1985) — американская актриса немого кино.

## Биография
В 1922 году Джорджия Хейл победила в конкурсе «Мисс Чикаго» и отправилась в Нью-Йорк, чтобы стать театральной актрисой. Но там её постигла неудача и она переехала в Голливуд, где в 1925 году снялась в своём первом фильме «Охотники за спасением» (режиссёр — Йозеф фон Штернберг).
В кино наиболее известной стала её роль в фильме Чарли Чаплина «Золотая лихорадка» (1925). Этот фильм сделал Джорджию Хейл на время звездой, но после появления звукового кино её карьера резко угасла. Звуковой фильм «Молниеносный воин», вышедший на экраны в 1931 году, завершил актёрскую карьеру Хейл, став последним фильмом с её участием. Тем не менее, Чаплин пригласил актрису на эпизодическую роль в фильм «Огни большого города» (1931), где она в одном из эпизодов заменила Вирджинию Черрилл, которая во время съёмок без спроса уехала в парикмахерскую.
В конце 1920-х годов она занялась инвестициями недвижимости в Южной Калифорнии, скопив себе большое состояние, и некоторое время её компаньоном был Чарли Чаплин. В 1983 году в документальном фильме «Неизвестный Чаплин» Джорджия Хейл тепло отзывалась о времени, когда она работала с ним вместе. Она также написала книгу об этом, которая была издана лишь в 1995 году, спустя 10 лет после её смерти.

## Фильмография
| Год  |     | Русское название      | Оригинальное название     | Роль                 |
| ---- | --- | --------------------- | ------------------------- | -------------------- |
| 1924 | ф   | Довольно женщин       | No More Women             | Марджори             |
| 1924 | ф   | —                     | For Sale                  | танцовщица           |
| 1925 | кор | Его свадебный восторг | His Marriage Wow          | подружка невесты     |
| 1925 | ф   | Охотники за спасением | The Salvation Hunters     | девушка              |
| 1925 | ф   | Золотая лихорадка     | The Gold Rush             | Джорджия             |
| 1926 | ф   | —                     | The Rainmaker             | Нелл Уэнделл         |
| 1926 | ф   | Великий Гэтсби        | The Great Gatsby          | Миртл Уилсон         |
| 1926 | ф   | —                     | Man of the Forest         | Нэнси Рейнор         |
| 1927 | ф   | —                     | Hills of Peril            | Эллен                |
| 1927 | ф   | —                     | The Wheel of Destiny      | н/д                  |
| 1928 | ф   | Женщина против мира   | A Woman Against the World | Кэрол Хилл           |
| 1928 | ф   | —                     | The Rawhide Kid           | Джессика Сильверберг |
| 1928 | ф   | Последний момент      | The Last Moment           | вторая жена          |
| 1928 | ф   | —                     | A Trick of Hearts         | Конни Мид            |
| 1928 | ф   | —                     | Gypsy of the North        | Элис Калхейн         |
| 1928 | ф   | —                     | The Floating College      | Фрэнсис Биксби       |
| 1931 | ф   | Молниеносный воин     | The Lightning Warrior     | Дианн ла Фарж        |